# If This Is It
If This Is It is een nummer van de Amerikaanse rockband Huey Lewis & the News uit 1985. Het is de vierde single van hun derde studioalbum Sports.
"If This Is It" werd een hit in Noord-Amerika. Het wist de 6e positie te bereiken in de Amerikaanse Billboard Hot 100. In Nederland was het nummer minder succesvol met een 21e positie in de Tipparade. 